# Exechia brinckiana
Exechia brinckiana är en tvåvingeart som beskrevs av Nielsen 1966. Exechia brinckiana ingår i släktet Exechia och familjen svampmyggor. Inga underarter finns listade i Catalogue of Life.